# الرسوم الجمركية في إدارة ترامب الثانية

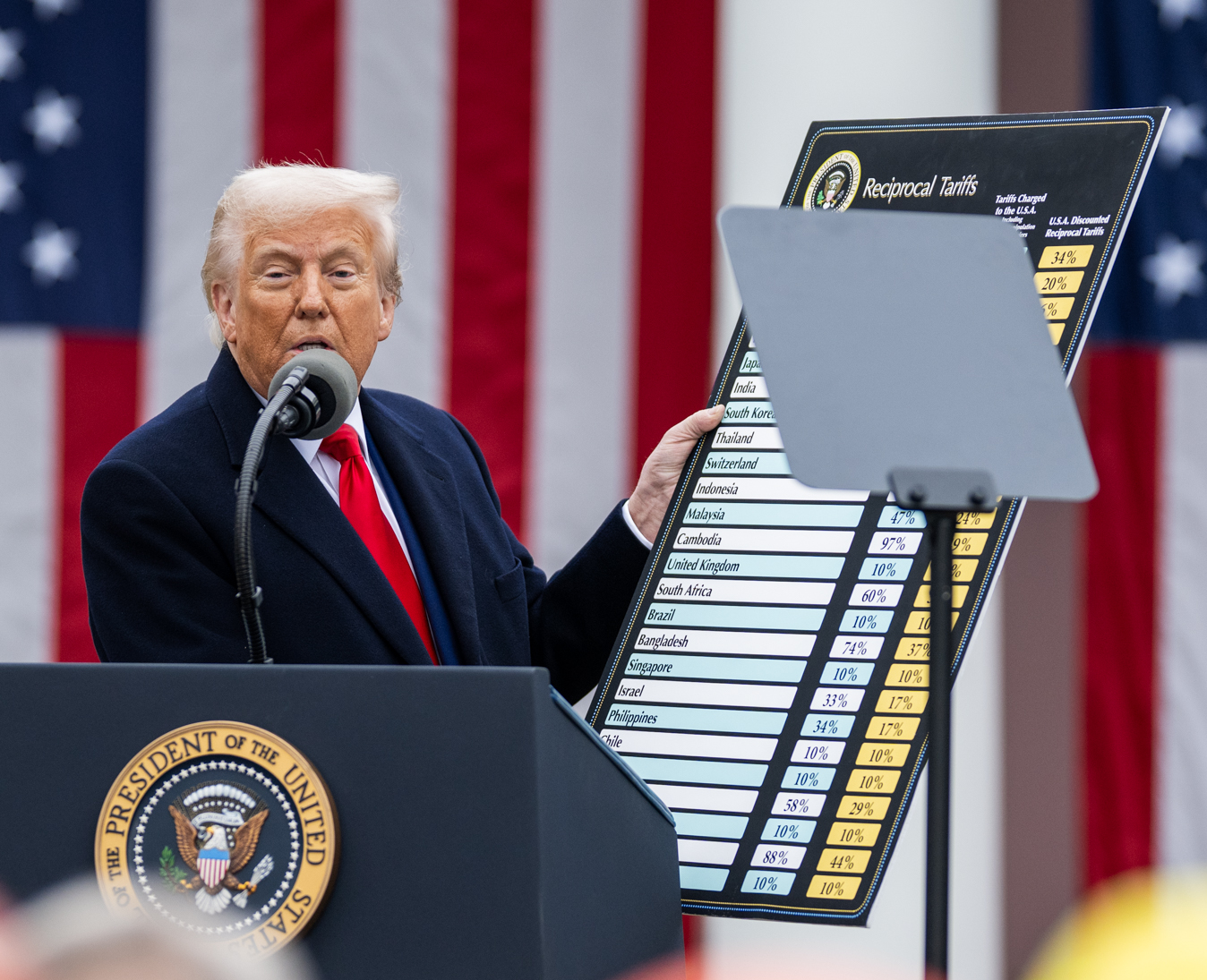
ترامب يعرض جدول يحتوي على تعريفات جمركية "متبادلة" مزعومة خلال خطابه في 2 أبريل 2025

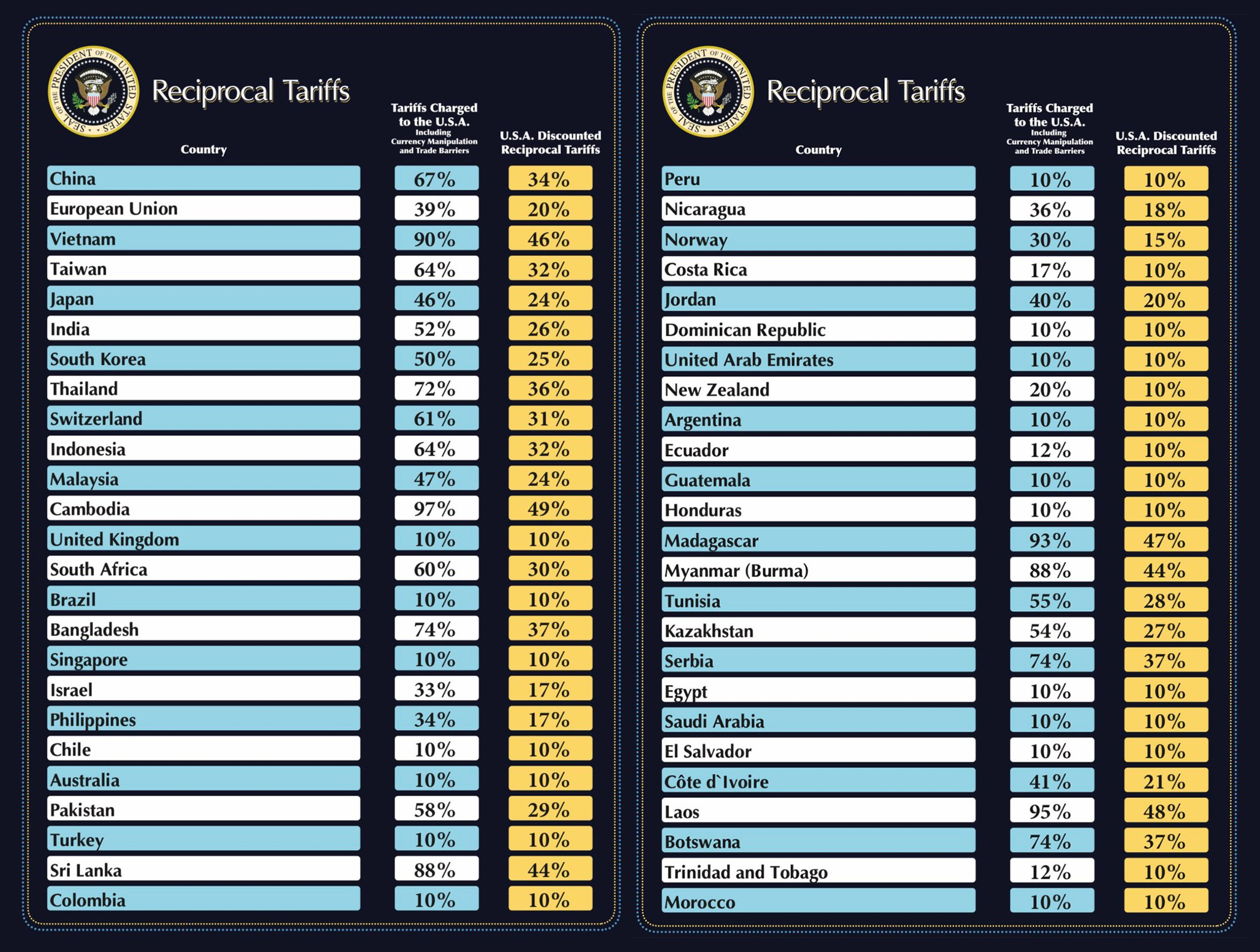
جدول يوضح تعريفات "يوم التحرير" لشهر أبريل 2025 والمطالبات التي استندت إليها

عكست الرسوم الجمركية خلال فترة رئاسة دونالد ترامب الثانية (بالإنجليزية: Tariffs in the second Trump administration)تصعيدًا في سياسات الحماية التجارية في الولايات المتحدة ، حيث أعلن ترامب عن سلسلة من "الرسوم الجمركية المتبادلة" على الواردات المرتفعة، مما أثر على جميع الشركاء التجاريين. وبينما فرضت إدارته الأولى رسومًا جمركية على واردات بقيمة 380 مليار دولار تقريبًا، من المتوقع أن يتجاوز إجمالي الرسوم الجمركية في إدارته الثانية 1.4 تريليون دولار بحلول أبريل 2025.
استأنف ترامب حربًا تجارية مع الصين، ورفع التعريفات الجمركية الأساسية على البلاد إلى 54% فعليًا بعد 9 أبريل. بدأ حربًا تجارية ثانية مع كندا والمكسيك بفرض تعريفة جمركية بنسبة 25% على معظم السلع الكندية والمكسيكية، لكنه أعفى لاحقًا جميع السلع المتوافقة مع الاتفاقية بين الولايات المتحدة والمكسيك وكندا إلى أجل غير مسمى. صاغ ترامب الإجراءات كوسيلة لمحاسبة هذه الدول على تهريب المخدرات والهجرة غير الشرعية مع دعم التصنيع المحلي. فرض ترامب لاحقًا تعريفة جمركية بنسبة 25% على الفولاذ والألمنيوم ومنتجات السيارات المستوردة من جميع البلدان، ومن المتوقع أن تتبعها قطع غيار السيارات المستوردة.
في 2 أبريل، وهو اليوم الذي أطلق عليه ترامب اسم "يوم التحرير"، أعلن ترامب فرض رسوم جمركية شاملة بنسبة 10% على جميع السلع المستوردة إلى الولايات المتحدة، بالإضافة إلى رسوم أعلى على 57 شريكًا تجاريًا. هذه الرسوم الجمركية، التي كان من المفترض أن تُمثل الحواجز التجارية التي تفرضها الدول الأجنبية على الولايات المتحدة، حُسبت تقريبًا على أنها نصف ناتج قسمة العجز التجاري الأمريكي مع دولة معينة على قيمة الواردات من تلك الدولة. أدت هذه الرسوم الجمركية، بالإضافة إلى الرسوم الجمركية الانتقامية من دول أخرى، إلى انهيار فوري لسوق الأسهم الأمريكية، وإلى سوق هابطة. يبدأ العمل بالرسوم الجمركية الأساسية بنسبة 10% في 5 أبريل، بينما تبدأ الرسوم الإضافية، التي وصفتها إدارة ترامب بأنها "متبادلة" بشكل مثير للجدل، في 9 أبريل. دفعت هذه التعريفات التي أُطلق عليها اسمًا مثيرًا للجدل "التعريفات المتبادلة" شركاء التجارة العالميين إلى ردود فعل انتقامية وأدت إلى انهيار فوري في سوق الأسهم. ووفقًا لصيغة التعريفات المتبادلة لإدارة ترامب، يُنظر إلى العجز التجاري على أنه ضار بطبيعته ويجب القضاء عليه. أعلنت كندا والصين والاتحاد الأوروبي عن تعريفات مضادة، بينما حاولت دول أخرى التفاوض. وقد أدت التعريفات الجمركية إلى انخفاض توقعات نمو الناتج المحلي الإجمالي من قبل بنك الاحتياطي الفيدرالي ومنظمة التعاون الاقتصادي والتنمية وتوقعات الركود. في 12 مايو 2025، توصلت الولايات المتحدة الأمريكية وجمهورية الصين الشعبية إلى اتفاق مؤقت يقضي بتخفيض التعريفات الجمركية المتبادلة، وذلك في إطار جهود أكبر اقتصادين في العالم لإنهاء النزاع التجاري القائم بينهما. ويهدف هذا الاتفاق إلى الحد من تداعيات الحرب التجارية التي أثارت مخاوف من حدوث ركود اقتصادي وأسهمت في زيادة التوتر في الأسواق المالية العالمية.

## الخلفية
منذ ثمانينيات القرن الماضي، دعا ترامب إلى فرض تعريفات جمركية على الواردات كأداة لتنظيم التجارة والانتقام من الدول الأجنبية التي يعتقد أنها "تخدع" الأمريكيين. وفي حملاته الانتخابية لرئاسة الولايات المتحدة، وعد ترامب باستخدام التعريفات الجمركية لتحقيق مجموعة واسعة من الأهداف بما في ذلك منع الحرب، وخفض العجز التجاري ، وتحسين أمن الحدود، ودعم رعاية الأطفال. وعلى الرغم من أن ترامب قال إن الدول الأجنبية تدفع تعريفاته الجمركية، فإن التعريفات الجمركية الأمريكية هي رسوم يدفعها المستهلكون والشركات الأمريكية إما بشكل مباشر أو في شكل زيادة في الأسعار. وبعد فترة وجيزة من إعادة انتخابه، أقر ترامب بأن التعريفات الجمركية قد تسبب "بعض الألم" للأمريكيين لكنه أصر على أن "الأمر كله يستحق الثمن الذي يجب دفعه".
في عام 2018، فرض ترامب رسومًا جمركية على واردات الصلب والألمنيوم، مما أدى إلى ارتفاع الأسعار للأمريكيين. في ديسمبر 2021، بلغ سعر الطن المتري الواحد من الفولاذ المدرفل الساخن 1855 دولارًا في الولايات المتحدة مقارنة بـ 646 دولارًا في الصين و1031 دولارًا في أوروبا. قضت منظمة التجارة العالمية لاحقًا بأن التنفيذ ينتهك قواعد التجارة العالمية. وبينما تراجع هو وخليفته الأول، جو بايدن، عن بعض هذه الرسوم الجمركية، إلا أن معظمها ظل ساريًا بحلول بداية ولاية ترامب الثانية. كما شن ترامب حربًا تجارية مع الصين أخضعت 60٪ من التجارة بين الولايات المتحدة والصين لرسوم جمركية بنسبة 20٪ ووُصفت على نطاق واسع بأنها فشل للولايات المتحدة.
في مايو 2019، استخدم ترامب تهديدات التعريفة الجمركية التي تصل إلى 25٪ على المكسيك للتفاوض على توسيع سياسة " البقاء في المكسيك " ونشر جنود مكسيكيين للمساعدة في السيطرة على الهجرة غير الشرعية. نشرت المكسيك ما يقرب من 15000 جندي على حدودها مع الولايات المتحدة و6500 جندي على حدودها مع غواتيمالا. في عام 2020، أعادت الولايات المتحدة والمكسيك وكندا التفاوض على اتفاقية التجارة الحرة لأمريكا الشمالية (نافتا) باعتبارها الاتفاقية بين الولايات المتحدة والمكسيك وكندا (USMCA) وأعادت الالتزام برسوم جمركية بنسبة 0٪ على معظم المنتجات المتداولة بينهما. بعد خمسة أسابيع من دخول اتفاقية USMCA حيز التنفيذ، استخدم ترامب إعفاءً لمخاوف الأمن القومي لتطبيق تعريفة جمركية بنسبة 10٪ على الألومنيوم الكندي بعد أن زعم أنه كان يغرق السوق الأمريكية. وسحب التعريفة الجمركية بعد شهر، قبل ثلاث ساعات من تخطيط كندا للرد.

## التخطيط
أثناء حملته الانتخابية لولايته الثانية كرئيس للولايات المتحدة، تعهّد ترامب بفرض تعريفات جمركية أكبر من تلك التي فرضها في ولايته الأولى، بما في ذلك 60% على الصين، و100% على المكسيك، و20% على جميع الدول الأخرى. كما اقترح فرض تعريفات جمركية لمعاقبة الشركات الأمريكية التي تستعين بمصادر خارجية في التصنيع، مثل تعريفة بنسبة 200% على شركة جون دير. واقترح ترامب أيضًا استبدال ضرائب الدخل بإيرادات التعريفات الجمركية، وهي فكرة اعتبرها خبراء اقتصاديون من مؤسسة الضرائب "مستحيلة رياضيًا". ووقّع 23 خبيرًا اقتصاديًا حائزًا على جائزة نوبل على رسالة تحذر من أن سياسات ترامب، بما في ذلك التعريفات الجمركية المرتفعة، "ستؤدي إلى ارتفاع الأسعار، وعجز أكبر، وتفاوت أكبر".
عيّن ترامب مستشاره الاقتصادي المقرب بيتر نافارو مستشارًا أول للتجارة والتصنيع . كان نافارو قد سُجن مؤخرًا لتحديه أوامر الاستدعاء من الكونجرس المتعلقة بدوره في محاولات قلب انتخابات عام 2020 ، بما في ذلك استراتيجيته " جرين باي سويب ". يدعو نافارو إلى نظام دائم للحواجز التجارية لموازنة العجز التجاري وكتب كتبًا تنتقد الشركات لإعطاء الأولوية للأرباح على الوظائف الأمريكية. شغل مناصب تجارية رفيعة المستوى خلال فترة ترامب الأولى، لكنه غالبًا ما قوبل بالرفض من قبل مسؤولي إدارة ترامب ذوي العقلية السوقية الحرة مثل غاري كوهن ، الذي استقال احتجاجًا على تعريفات ترامب على الصلب والألمنيوم عام 2018. ذكرت صحيفة فاينانشيال تايمز أن نافارو سيحصل على نفوذ أكبر ومعارضة أقل في إدارة ترامب الثانية. بدأ نافارو العمل بشكل وثيق مع المرشحين لمجلس الوزراء هوارد لوتنيك وجيميسون جرير. لاحظت مجموعة آي إن خي أن خطط سياسة "التعريفات الجمركية المتبادلة" التي ينتهجها ترامب تبدو متوافقة مع قسم نافارو من مشروع 2025، بعنوان "الحجة من أجل التجارة العادلة".
بعد فترة وجيزة من انتخابات عام 2024، أصدر ستيفن ميران، رئيس مجلس المستشارين الاقتصاديين في عهد ترامب، ورقة بيضاء بعنوان "دليل المستخدم لإعادة هيكلة نظام التجارة العالمي"،  والتي اقترحت استخدام التعريفات الجمركية كأداة لخفض قيمة الدولار من خلال " اتفاقية مار إيه لاغو " التفاوضية. اقترح ميران وشخصيات رئيسية أخرى في الإدارة أن الدولار مبالغ في قيمته بشكل كبير بسبب مكانته كعملة احتياطية عالمية، وأنه يمكن استخدام التعريفات الجمركية لإضعاف الدولار وتنشيط التصنيع الأمريكي، على الرغم من أن هذا الرأي قد تعرض لانتقادات من قبل بعض الاقتصاديين. في حين أن صيغة التعريفة الجمركية النهائية للإدارة لم تشبه عن كثب أيًا من اقتراحات ميران، فإن الأفكار الأساسية في الورقة البيضاء لميران تظل مهمة في سلوك إدارة ترامب للسياسة التجارية.
خلال خطاب تنصيبه في 20 يناير/كانون الثاني 2025، تعهد ترامب "بالبدء فورًا في إصلاح نظامنا التجاري لحماية العمال والأسر الأمريكية. بدلًا من فرض الضرائب على مواطنينا لإثراء دول أخرى، سنفرض تعريفات جمركية وضرائب على الدول الأجنبية لإثراء مواطنينا".
في 4 مارس 2025، أبلغت الولايات المتحدة منظمة التجارة العالمية، وهي هيئة رقابية على التجارة الدولية، بأنها ستعلق مساهماتها المخطط لها إلى أجل غير مسمى. وكان من المقرر أن تقدم الولايات المتحدة حوالي 11% من ميزانية منظمة التجارة العالمية لعام 2024، والبالغة 232 مليون دولار، وهي رسوم تُحسب بناءً على حصة البلاد من التجارة العالمية. وفي 26 مارس، أطلقت شركة يو بي إس أداةً تتيح للمتسوقين عبر الإنترنت الاطلاع على التكلفة الإضافية للرسوم الجمركية عند الدفع بدلاً من تفاجأهم بالتكاليف الإضافية عند وصول طرودهم.

## الشرعية
على الرغم من أن دستور الولايات المتحدة يمنح الكونجرس سلطة فرض الضرائب، بما في ذلك التعريفات الجمركية، فقد أقر الكونجرس قوانين تسمح للرئيس بفرض تعريفات جمركية لأسباب تتعلق بالأمن القومي من جانب واحد. في ولايته الثانية، أضاف ترامب تعريفات جمركية على واردات الصلب والألمنيوم والسيارات بموجب المادة 232 من قانون توسيع التجارة (TEA)، والذي يسمح للرئيس بتعديل الواردات إذا أجرى وزير التجارة تحقيقًا، وعقد جلسات استماع عامة، وقرر أن الواردات تهدد الأمن القومي. وجه ترامب مكتب الممثل التجاري الأمريكي لبدء تحقيقات مماثلة لفرض تعريفات جمركية بموجب المادة 301 من قانون التجارة لعام 1974.
استخدم ترامب أيضًا صلاحيات غير مسبوقة بموجب قانون الطوارئ الوطنية (NEA) وقانون الصلاحيات الاقتصادية الطارئة الدولية (IEEPA) بإعلانه حالات طوارئ وطنية متعددة تتعلق بأمن الحدود والطاقة والعجز التجاري. سمح إعلان هذه الحالات الطارئة لترامب بفرض رسوم جمركية بسرعة دون اتباع الإجراءات المعقدة التي يتطلبها قانون الطوارئ الاقتصادية أو غيره من القوانين التجارية. وبينما استُخدم قانون الصلاحيات الاقتصادية الطارئة الدولية لفرض العقوبات ، لم يسبق استخدامه لفرض الرسوم الجمركية. وصرح ترامب، أثناء توقيعه على الأوامر، بأن إعلان حالة الطوارئ "يعني أنه يمكنك فعل أي شيء للخروج من هذه المشكلة". وذكرت صحيفة نيويورك تايمز أن "العديد من الاقتصاديين والخبراء القانونيين يعتقدون أن فكرة حالة الطوارئ قد تم اختلاقها لتبرير رغبة السيد ترامب في فرض رسوم جمركية شاملة على الواردات دون مراعاة موافقة الكونجرس أو قواعد التجارة الدولية".
لإنهاء حالة الطوارئ الوطنية بموجب قانون الطاقة الوطنية، يمكن لأي عضو في الكونغرس تقديم قرار ذي صفة خاصة يُلزم مجلسه بالتصويت على الموضوع خلال 15 يومًا. في فبراير 2025، قدّم السيناتوران الديمقراطيان تيم كاين ومارك وارنر قرارًا لإنهاء حالة الطوارئ الوطنية التي فرضها ترامب بشأن الطاقة، لكن الأغلبية الجمهورية في مجلس الشيوخ رفضته. أقرّ مجلس الشيوخ قرارًا لإنهاء حالة الطوارئ الوطنية لتبرير فرض الرسوم الجمركية على كندا، لكن من غير المرجح أن يُقرّ مشروع القانون في مجلس النواب. أُضيف بند إلى مشروع قانون ميزانية مارس 2025 لعرقلة العملية بإعلانه أن ما تبقى من العام "لا يُشكّل يومًا تقويميًا لأغراض المادة 202 من قانون الطوارئ الوطنية".

## التعريفات الجمركية متعددة الجنسيات

### الرسوم الجمركية على الصلب والألمنيوم
في 12 مارس 2025، فرضت الولايات المتحدة تعريفات جمركية بنسبة 25% على جميع واردات الصلب والألمنيوم، بهدف تعزيز الإنتاج المحلي. وفي 2 أبريل 2025، توسعت تعريفات الألومنيوم لتشمل علب الألومنيوم الفارغة والبيرة المعلبة. وسّعت هذه الإجراءات نطاق تعريفات ترامب على الصلب والألمنيوم في ولايته الأولى من خلال إلغاء جميع الإعفاءات ورفع تعريفة الألومنيوم من 10% إلى 25%. وجادلت الإدارة بأن الإعفاءات السابقة "خلقت ثغرات عن غير قصد استغلتها الصين ودول أخرى لديها فائض من الصلب والألمنيوم". كما أمر ترامب بأن يتم "صهر وصب" الصلب و"صهر وصب" الألومنيوم في الولايات المتحدة للتأهل للحصول على وضع الإعفاء من الرسوم الجمركية لمنع التحايل على التعريفات الجمركية. وقال وزير التجارة هوارد لوتنيك إن ترامب سيضيف قريبًا تعريفة على النحاس أيضًا.
في عام 2023، استوردت الولايات المتحدة 44% من احتياجاتها من الألومنيوم و26% من احتياجاتها من الفولاذ. وكانت كندا أكبر مورد لها لكليهما، حيث مثلت أكثر من نصف الألومنيوم وثلثي واردات الألومنيوم الأولي. وفي حين كانت الولايات المتحدة أكبر منتج للألومنيوم في العالم حتى عام 2000، إلا أنها شكلت أقل من 2% من العرض العالمي بحلول عام 2021، ويرجع ذلك إلى حد كبير إلى ارتفاع تكاليف الكهرباء التي جعلتها أقل قدرة على المنافسة في السوق العالمية. وفي عام 2021، عملت مصاهر الألومنيوم الأولي بنسبة 55% من طاقتها في الولايات المتحدة مقارنة بنسبة 95% في كندا و88% عالميًا. وظلت الولايات المتحدة منتجًا رئيسيًا للألومنيوم الثانوي الأقل كثافة في استهلاك الطاقة، ولكن الألومنيوم الثانوي أقل رغبة في الدفاع أو الإلكترونيات.

### تعريفات السيارات وقطع غيار السيارات
في يناير 2025، أعلن الرئيس ترامب عن تعريفات جمركية واسعة النطاق على كندا والمكسيك، مما يهدد سلسلة توريد السيارات في أمريكا الشمالية المتكاملة للغاية. بسبب عقود من اتفاقيات التجارة الحرة بما في ذلك الاتفاقية بين الولايات المتحدة والمكسيك وكندا، اعتادت المصانع في الولايات المتحدة وكندا والمكسيك على شحن قطع غيار السيارات ذهابًا وإيابًا عدة مرات أثناء عملية التصنيع مارست أكبر ثلاث شركات لصناعة السيارات في الولايات المتحدة - شركة فورد وجنرال موتورز وستيلانتس - ضغوطًا من أجل الإعفاءات، محذرة من أن التعريفات الجمركية ستضر الشركات الأمريكية أكثر من المنافسين الأجانب. حذر الرئيس التنفيذي لشركة فورد جيم فارلي المستثمرين، "على المدى الطويل، فإن تعريفة بنسبة 25٪ عبر الحدود المكسيكية والكندية ستؤدي إلى إحداث فجوة في الصناعة الأمريكية لم نشهدها من قبل". وافق ترامب على تأجيل التعريفات الجمركية على المركبات المتوافقة مع USMCA. ومع ذلك، تأثرت العلامات التجارية غير المتوافقة مع اتفاقية الولايات المتحدة والمكسيك وكندا، مثل بي إم دبليو بدءًا من 4 مارس 2025. واختارت BMW تغطية هذه التعريفات حتى 1 مايو 2025.
انتهى إعفاء اتفاقية الولايات المتحدة والمكسيك وكندا في 3 أبريل، عندما فرض ترامب تعريفة جمركية بنسبة 25% على جميع السيارات المستوردة، بما في ذلك السيارات القادمة من المكسيك وكندا. وستمتد التعريفة لتشمل المكونات غير الأمريكية في المركبات المجمعة محليًا "في موعد أقصاه 3 مايو". جادل البيت الأبيض بأن هذه الخطوة ستعزز التصنيع المحلي وتولد 100 مليار دولار من الإيرادات الضريبية، مشيرًا إلى أن حوالي 50% من أصل 16 مليون سيارة اشتراها الأمريكيون في عام 2024 كانت مستوردة. في اليوم نفسه، أعلنت شركة ستيلانتيس أنها ستغلق مصانعها في كندا والمكسيك مؤقتًا وتسرح 900 موظف أمريكي أثناء تقييمها لتأثير التعريفات الجمركية.

## سياسة "التعريفة الجمركية المتبادلة"

خريطة الدول والأقاليم المتأثرة برسوم يوم التحرير ونسبها المئوية

| الدولة                        | النسبة أو المعدل |
| ----------------------------- | ---------------- |
| الجزائر                       | 30%              |
| أنغولا                        | 32%              |
| بنغلاديش                      | 37%              |
| البوسنة والهرسك               | 35%              |
| بوتسوانا                      | 37%              |
| بروناي                        | 24%              |
| كمبوديا                       | 49%              |
| الكاميرون                     | 11%              |
| تشاد                          | 13%              |
| الصين                         | 34%              |
| جمهورية الكونغو الديمقراطية   | 11%              |
| غينيا الاستوائية              | 13%              |
| جزر فوكلاند (المملكة المتحدة) | 41%              |
| فيجي                          | 32%              |
| غيانا                         | 38%              |
| الهند                         | 26%              |
| إندونيسيا                     | 32%              |
| العراق                        | 39%              |
| إسرائيل                       | 17%              |
| ساحل العاج                    | 21%              |
| اليابان                       | 24%              |
| الأردن                        | 20%              |
| كازاخستان                     | 27%              |
| لاوس                          | 48%              |
| ليسوتو                        | 50%              |
| ليبيا                         | 31%              |
| ليختنشتاين                    | 37%              |
| مدغشقر                        | 47%              |
| مالاوي                        | 17%              |
| ماليزيا                       | 24%              |
| موريشيوس                      | 40%              |
| مولدوفا                       | 31%              |
| موزمبيق                       | 16%              |
| ميانمار                       | 44%              |
| ناميبيا                       | 21%              |
| ناورو                         | 30%              |
| نيكاراغوا                     | 18%              |
| نيجيريا                       | 14%              |
| مقدونيا                       | 33%              |
| النرويج                       | 15%              |
| باكستان                       | 29%              |
| قالب:الفيلبين                 | 29%              |
| صربيا                         | 37%              |
| جنوب إفريقيا                  | 30%              |
| كوريا الجنوبية                | 25%              |
| سريلانكا                      | 44%              |
| سويسرا                        | 31%              |
| سوريا                         | 41%              |
| تايوان                        | 32%              |
| تايلاند                       | 36%              |

### الإعلان
إعلان
يحرر
في 13 فبراير 2025، وجّه ترامب موظفيه للبحث في الحواجز التجارية النقدية وغير النقدية التي تفرضها الدول الأخرى، ولوضع "رسوم جمركية متبادلة" مخصصة لكل منها لمواجهتها ومعاقبتها. ووجّههم إلى مراعاة عوامل مثل الرسوم الجمركية الحالية، وأسعار الصرف، وموازين التجارة في تحليلهم. صرّح لوتنيك بأن فريقه سيكون جاهزًا بحلول 1 أبريل 2025. وأعلن ترامب أنه سيكشف النقاب عن الرسوم الجمركية المتبادلة في 2 أبريل 2025، وهو التاريخ الذي أشار إليه بـ" يوم التحرير".
في 2 أبريل 2025، أعلن ترامب حالة طوارئ وطنية لمعالجة ما وصفه بـ"عجز تجاري أمريكي كبير ومستمر"، مما مكّنه من اللجوء إلى قانون القوى الاقتصادية الدولية الطارئة لفرض تعريفة جمركية بنسبة 10% على جميع الواردات إلى الولايات المتحدة، اعتبارًا من 5 أبريل 2025. كما أعلن عن فرض تعريفات جمركية أعلى على 57 دولة ومنطقة، تبدأ في 9 أبريل. صرّح البيت الأبيض بأن هذه التعريفات ستُطبّق بالإضافة إلى الإجراءات الحالية على الواردات الصينية، مما يؤدي إلى معدل تعريفة جمركية فعلي بنسبة 54% على السلع الصينية بعد 9 أبريل 2025. وصفت بوليتيكو هذه الإجراءات بأنها "أهم إجراء تجاري حمائي أمريكي منذ ثلاثينيات القرن الماضي"، عندما أقرّ الكونجرس قانون سموت-هاولي للتعريفات الجمركية  ووصف رئيس مجلس الاحتياطي الفيدرالي جيروم باول، التعريفات الجمركية، وتأثيرها الاقتصادي المحتمل، بأنها "أكبر بكثير من المتوقع".

### السلع المستجدة
لم تتأثر السلع التالية بالتعريفات الجمركية الإضافية، بما في ذلك التعريفة الأساسية بنسبة 10%:
جميع المقالات الخاضعة لـ 50 USC 1702(b)، مثل الكتب والمواد الإعلامية الأخرى
منتجات الصلب والألمنيوم، والتي تأثرت بشكل منفصل بتعريفة جمركية عالمية بنسبة 25٪ بموجب المادة 232
السيارات وأجزاء السيارات، التي تأثرت بشكل منفصل بتعريفة جمركية عالمية بنسبة 25٪ بموجب المادة 232
النحاس، والمستحضرات الصيدلانية، وأشباه الموصلات، والأخشاب، وبعض المعادن الهامة، والطاقة ومنتجات الطاقة، وبعضها كان قيد التحقيق بموجب تعريفات المادة 232
أي منتجات تصبح خاضعة لتعريفات القسم 232 المستقبلية
المنتجات من المكسيك وكندا المتوافقة مع الاتفاقية بين الولايات المتحدة والمكسيك وكندا، باستثناء السلع المستهدفة بالتعريفات الجمركية بموجب القسم 232
الواردات من الدول الخاضعة للعمود الثاني من قائمة الولايات المتحدة الأمريكية للواردات من الصين ، والتي كانت في ذلك الوقت كوبا وكوريا الشمالية وروسيا وبيلاروسيا.

### التطوير
ذكرت وكالة رويترز أن إدارة ترامب واجهت صعوبة في تصميم تعريفات متبادلة لأن كل دولة من الدول الأعضاء البالغ عددها 186 دولة في منظمة الجمارك العالمية طبقت رسومًا مختلفة. نظرت الإدارة في البداية في تقسيم جميع الدول إلى مستويات من الحواجز التجارية العالية والمتوسطة والمنخفضة. وفي وقت لاحق، صرح وزير الخزانة سكوت بيسنت ومدير المجلس الاقتصادي الوطني كيفن هاسيت لقناة فوكس بيزنس أن الإدارة ستركز على أكبر شركاء الولايات المتحدة التجاريين وتعيين معدلات تعريفة فردية. صرح هاسيت أن "أكثر من 100 دولة ليس لديها أي تعريفات جمركية علينا حقًا وليس لديها أي حواجز غير جمركية" وأن "10 إلى 15 دولة فقط" كانت مصدر قلق.
ومع ذلك، في 30 مارس، قال ترامب للصحفيين: "لا أعرف من أخبركم بـ 10 أو 15"، واصفًا الفكرة بأنها "شائعة"، وقال إنه سيفرض رسومًا جمركية على "جميع الدول". ورغم أن العديد من الدول حاولت التفاوض على صفقات في الأسابيع التي سبقت 2 أبريل، إلا أنه لم يُمنح أي إعفاءات. ساهم الافتقار إلى الوضوح في التقلبات الاقتصادية وبداية انهيار سوق الأسهم في عام 2025.
ذكرت بلومبيرغ نيوز أن نافارو حثّ ترامب على اعتماد تعريفة جمركية واردات دنيا بنسبة 25% أو صيغة تعريفة "متبادلة" بناءً على العجز التجاري، بينما اقترح بيسنت وهاسيت تعريفات جمركية أكثر دقة واستهدافًا. شجع بيسنت استخدام التعريفات الجمركية في المقام الأول كأداة تفاوضية، بينما اعتبرها نافارو وسيلةً لتغيير العلاقات التجارية. في النهاية، تبنى ترامب فكرة نافارو بشأن التعريفات "المتبادلة". وذكرت صحيفة وول ستريت جورنال أن نافارو هو من وضع الصيغة المستخدمة في التعريفات "المتبادلة".

### حساب الصيغة
بعد فترة وجيزة من الكشف عن ذلك، أفاد الصحفي المالي جيمس سوروييكي أن سياسة "التعريفة المتبادلة" النهائية بدت وكأنها تحسب قيمة الحواجز التجارية للدولة عن طريق قسمة العجز التجاري الأمريكي مع الدولة على قيمة الواردات الأمريكية من الدولة. ثم تم حساب معدل التعريفة "المتبادلة" الذي فرضه ترامب عن طريق قسمة تلك القيمة إلى النصف. على سبيل المثال، يؤدي قسمة العجز التجاري للولايات المتحدة في السلع مع الصين لعام 2024، 295 مليار دولار، على الكمية التي استوردتها الولايات المتحدة من الصين، 439 مليار دولار، إلى قيمة الحاجز التجاري البالغة 67٪ التي خصصتها الولايات المتحدة للصين: 295 مليار دولار ÷ 439 مليار دولار = 0.67 والتي، كنسبة مئوية، هي 67٪.
نشرت إدارة ترامب لاحقًا صيغة الحاجز التجاري الخاصة بها عبر الإنترنت، والتي تم تبسيطها إلى نفس الصيغة مع المتغير i الذي يمثل دولة، و m i يمثل الواردات من تلك الدولة، و x i يمثل الصادرات إلى تلك الدولة، فإن الصيغة التي قدمها البيت الأبيض هي كما يلي:
تضمنت صيغة إدارة ترامب مقاييس المرونة المحددة عند ε = 4 و φ = 0.25، ثم ضربتها للحصول على ε × φ = 1، مما أدى إلى عدم حدوث أي تغيير عند ضرب ε × φ في أجزاء أخرى من الحساب كما هو محدد في الصيغة. وبالتالي، مع كون x i − m i هو العجز التجاري، يتم تبسيط الصيغة إلى صيغة Surowiecki:
يتم بعد ذلك حساب معدل التعريفة المتبادلة تقريبًا عن طريق ضرب النتيجة في 1/2، مما يجعل الصيغة النهائية:
أوضح مكتب الممثل التجاري للولايات المتحدة (USTR) التابع لإدارة ترامب أن التعريفات الجمركية "تُحسب كمعدل التعريفة الجمركية اللازم لموازنة العجز التجاري الثنائي بين الولايات المتحدة وكلٍّ من شركائنا التجاريين"، بهدف "خفض العجز التجاري الثنائي إلى الصفر". ومع ذلك، فُرضت تعريفة جمركية بنسبة 10% حتى على الدول التي تحقق فائضًا تجاريًا مع الولايات المتحدة، مثل أستراليا.